# 명탐정 코난 제로의 일상
《명탐정 코난 제로의 일상》(일본어: 名探偵コナン ゼロの日常 메이탄테이 코난 제로노 티 타이무[*])은 아라이 타카히로 작가의 일본 만화 작품이다. 약칭은 '제로티(ゼロティー)'. 아오야마 고쇼 원작의 만화 《명탐정 코난》의 스핀오프 작품이다.
《주간 소년 선데이》(쇼가쿠칸)에서 2018년 제24호부터 연재를 개시했다. 2018년 제33호 이후는, 본편 휴재시에만 게재된다. 2022년 제26호에서 제1부가 완결되었다. 제6권까지의 전자서적판을 포함한 누계 발행부수는 350만 부를 돌파했다.
아무로 토오루를 주인공으로 한 스핀오프 작품으로, 주로 아무로의 일상이 그려진다. 아오야마 본인이 아라이와 함께 협의해, 초안의 수정 등을 아오야마가 하고 아라이가 첨삭하는 형태가 되었다. 제2권부터는 아오야마가 에피소드 플롯도 제공했다. 아라이의 플롯도 존재하지만 그것도 아오야마가 감수했다. 연재주가 되면 공식 트위터에 "Next Zero's Teatime"으로 초안 수정화가 예고로 투고되는 것 외에 권말에는 아오야마가 수정한 부분 등이 전화 수록되었다.
제목의 유래는 만화 《케이온!》의 '방과 후 티타임'에서 왔다.

## 등장인물

### 주요 인물
아무로 토오루 (安室 透)
성우 - 후루야 토오루, 이세 마리야(소년 시대)
주인공.
연재에 있어서 아라이는 사전에 '근육질부터 조금 마른 체형'까지, 약 5패턴의 체형의 아무로를 그려내어 담당 편집 경유로 아오야마 고쇼에게 보내, 작화의 방향성에 대해서 확인을 바랬다. 그중에서 아오야마는 '가는 마초 체형'의 아무로의 디자인을 채택했다.
에노모토 아즈사 (榎本 梓)
성우 - 에노모토 미키코
쿠리야마 미도리(栗山 緑)
성우 - 도도 아사코
비영리의 비서. 포아로의 단골 손님으로 아즈사와는 옷의 쇼핑을 즐기는 사이.
카자미 유우야(風見 裕也)
성우 - 토비타 노부오
후루야 레이의 부하.
2016년 영화 《순흑의 악몽》 시점에서는 진과 동등한 키를 가진 큰 남자로 디자인되어 있었지만, 《제로의 일상》을 계기로 아오야마 고쇼가 '공안이 눈에 띄면 안되겠지'라는 의견을 내서 "아무로보다 1센티 낮은 키"로 재설정되었다.
하로(ハロ)
성우 - 한 메구미
아무로의 애완견.
아무로가 혼자 있는 장면을 만화로 그리면 독백이 늘어나기 때문에, 아무로가 자신의 방에 있을 때의 이야기 상대를 만들기 위해 아라이가 제안하고, 아오야마도 승낙하여 태어난 캐릭터.

### 카페 포아로의 손님들
츠루야마 레이코(鶴山 麗子)
성우 - 마야마 아코
'카페 포아로'의 단골 손님인 노부인.
히로키(浩樹)
성우 - 타카노 우라라
카페 포아로 단골 손님. 《명탐정 코난》 본편의 〈사라진 시체 살인 사건〉에도 등장한 초등학생으로 고양이 '아키라'의 주인.
안드레 캐멜
성우 - 야마다 키요유키
오키노 요코
제4권에 등장. 코고로의 소개로 포아로의 샌드위치의 평판을 알고, 출전을 의뢰한다.

## 서지 정보
| 권 | 발매일           | ISBN                   |
| -- | ---------------- | ---------------------- |
| 1  | 2018년 8월 8일   | ISBN 978-4-09-128536-2 |
| 2  | 2018년 10월 18일 | ISBN 978-4-09-128638-3 |
| 3  | 2019년 4월 10일  | ISBN 978-4-09-128884-4 |
| 4  | 2019년 11월 18일 | ISBN 978-4-09-129497-5 |
| 5  | 2021년 10월 18일 | ISBN 978-4-09-850803-7 |
| 6  | 2022년 6월 17일  | ISBN 978-4-09-851175-4 |

## TV 애니메이션
2021년 10월 4일에 애니메이션화되는 것이 발표되었다. 《범인 한자와 씨》와 같은 방송과 인터넷 스트리밍이 행해진다.2022년 4월 5일부터 5월 10일까지 TOKYO MX 등에서, 15분 프레임의 쇼트 애니메이션으로서 전 6화가 방송되었다. 최종화의 방송 종료 후에는 《범인 한자와 씨》와의 콜라보레이션 일러스트가 공개되었다.
본작의 애니메이션화에 있어서 '이 이야기는 그만두어 주는 에피소드는 있습니까'고 사전 확인을 받았을 때에 아오야마는 '한 개도 없어요'고 대답한 것을 《제로의 일상》 애니메이션 기념 인터뷰의 자리에서 아라이에 보고해, '어느 이야기가 애니메이션화되는지를 포함해 전부 즐거움'이라고 답했다.
애니메이션 제작 결정 이전부터 애니메이션화가 기대되고 있던 작품이며, '꼭 애니메이션화하고 싶은 만화 랭킹'에서 제1위,'애니메이션화하고 싶은 만화 랭킹'에서도 제7위에 랭크되었다.

### 스태프
- 원작 - 아라이 타카히로(新井隆廣)
- 원안 협력 - 아오야마 고쇼
- 감독 - 코사카 토모치(小坂知)
- 시리즈 구성·각본 - 나카무라 요시코(中村能子)
- 캐릭터 디자인 감수 - 스도 마사토모(須藤昌朋)
- 캐릭터 디자인 - 요시미 쿄코(吉見京子)
- 총작화 감독 - 요시미 쿄코(吉見京子), 사이토 치에(斉藤千恵)
- 프롭 디자인 - 오가와 히로시(小川浩)(TIME.1, 2, 5, 6), 미야자키 요코(宮﨑陽子)(TIME. 3, 4)
- 미술 감독 - 카토 히로시(加藤浩), 호키 이즈미(保木いずみ)
- 색채 설계 - 우타가와 리츠코(歌川律子)
- 촬영 감독 - 오시미 아야(押見綾)
- 편집 - 후지타 이쿠요(藤田育代)
- 음향 감독 - 우라카미 야스유키(浦上靖之), 우라카미 케이코(浦上慶子)
- 음악 - TOMISIRO
- 프로듀서 - 콘도 슈도(近藤秀峰), 사토 에미(佐藤エミ), 나카다 히로야(中田博也), 테라시마 키요아키(寺島清晃)
- 애니메이션 프로듀서 - 토도 마나타카(藤堂真孝)
- 애니메이션 제작 - TMS/제1스튜디오
- 제작(制作) - 쇼가쿠칸 슈에이샤 프로덕션, TMS 엔터테인먼트
- 제작(製作) - 명탐정 코난 제로의 일상 제작위원회

### 주제가
Shooting Star
RAKURA에 의한 오프닝 테마. 작사·작곡·편곡은 Ra-U.
Find the truth
Rainy.에 의한 엔딩 테마. 작사는 UiNA, 작곡은 YCM, 사노 히토미, 편곡은 YCM, 나카무라 준이치.

### 방영 목록
| 화수  | 제목   | 그림 콘티                   | 연출          | 작화 감독                                                                                          | 방송일         |
| ----- | ------ | --------------------------- | ------------- | -------------------------------------------------------------------------------------------------- | -------------- |
| 제1화 | TIME.1 | 코사카 토모치               | 코사카 토모치 | 타나카 미호 우시노하마 유이 이모토 아유                                                            | 2022년 4월 5일 |
| 제2화 | TIME.2 | 카나이 지로 테라오카 이와오 | 코사카 토모치 | 하야시 토모코 스즈키 FALCO 호라나이 야야 사이토 치에 사사키 케이코 나카타니 아이                   | 4월 12일       |
| 제3화 | TIME.3 | 테라오카 이와오             | 타카하시 켄지 | 우시노하마 유이 타나카 미호                                                                        | 4월 19일       |
| 제4화 | TIME.4 | 테라오카 이와오             | 타카하시 켄지 | 코야타 요리히사 코마츠 마리코 사사키 케이코 오토모 켄이치 츠부키 아스카 나가노 마리에 스즈키 FALCO | 4월 26일       |
| 제5화 | TIME.5 | 혼다 야스유키               | 토자와 미노루 | 사사키 케이코                                                                                      | 5월 3일        |
| 제6화 | TIME.6 | 카나이 지로                 | 에조에 히토미 | 우시노하마 유이 타나카 미호 사사키 케이코 하야시 토모코 야마모토 미치타카                          | 5월 10일       |